# 溫滕-約漢森嶺
71°49′S 8°58′E / 71.817°S 8.967°E
溫滕-約漢森嶺（英語：Vinten-Johansen Ridge）是南極洲的山嶺，位於東部南極洲的毛德皇后地，屬於庫爾策山脈的一部分，該山嶺以挪威探險隊的醫生命名。